# Claude Mesenburg
Claude Mesenburg (ur. 5 lipca 1940) – francuski judoka.
Złoty medalista mistrzostw Europy w 1961. Drugi na mistrzostwach Francji w 1966 roku.